# Mound City (Dakota du Sud)
Pour les articles homonymes, voir Mound City.
La ville de Mound City est le siège du comté de Campbell, dans l’État du Dakota du Sud, aux États-Unis. Lors du recensement de 2000, sa population s’élevait à 71 habitants. La municipalité s'étend sur 0,13 milles carrés (0,34 km2).
La ville doit son nom aux tumulus amérindiens (mound en anglais) situés à proximité.

## Démographie
| 1930 | 1940 | 1950 | 1960 | 1970 | 1980 |
| ---- | ---- | ---- | ---- | ---- | ---- |
| 165  | 195  | 177  | 144  | 164  | 111  |

| 1990 | 2000 | 2010 | - | - | - |
| ---- | ---- | ---- | - | - | - |
| 89   | 84   | 71   | - | - | - |